# Тобіас Гюсен
Гленн То́біас Гисе́н (швед. Glenn Tobias Hysén, нар. 9 березня 1982, Гетеборг) — шведський футболіст, нападник збірної Швеції та клубу «Гетеборг». Син відомого футболіста Гленн Гисена.

## Клубна кар'єра
Народився 9 березня 1982 року в місті Гетеборг. Вихованець юнацьких команд футбольних клубів «Уббгульт» та «Лундбі».
У дорослому футболі дебютував 1999 року виступами за команду клубу «Геккен», в якій провів п'ять сезонів, взявши участь у 66 матчах чемпіонату.
Своєю грою за цю команду привернув увагу представників тренерського штабу клубу «Юргорден», до складу якого приєднався 2004 року. Відіграв за команду з Стокгольма наступні два сезони своєї ігрової кар'єри. Більшість часу, проведеного у складі «Юргордена», був основним гравцем атакувальної ланки команди.
2006 року уклав контракт з англійським клубом «Сандерленд», у складі якого провів наступний рік своєї кар'єри гравця. Граючи у складі «Сандерленда» також здебільшого виходив на поле в основному складі команди.
До складу клубу ІФК Гетеборг приєднався 2007 року, де провів два сезони, після чого 2014 року на два роки перейшов у китайський клуб «Шанхай СІПГ», але на початку 2016 року повернувся в ІФК Гетеборг.

## Виступи за збірні
Протягом 2002—2004 років залучався до складу молодіжної збірної Швеції. На молодіжному рівні зіграв у 13 офіційних матчах, забив 2 голи.
2005 року дебютував в офіційних матчах у складі національної збірної Швеції. Всього провів у формі головної команди країни 34 матчі, забивши 10 голів.
Забив переможний м'яч у матчі Україна — Швеція, який відбувся 10 серпня 2011 у Харкові і завершився з рахунком 0:1.

## Титули і досягнення
- Чемпіон Швеції (2):

«Юргорден»: 2005
ІФК Гетеборг: 2007
- Володар Кубка Швеції (4):

«Юргорден»: 2004, 2005
ІФК Гетеборг: 2006, 2012–13
- Володар Суперкубка Швеції (1):

ІФК Гетеборг: 2008

### Індивідуальні
- Найкращий бомбардир чемпіонату Швеції: 2009 (18 голів)
- Футболіст року чемпіонату Швеції: 2009, 2013
- Нападник року чемпіонату Швеції: 2013